# Worstelen op de Olympische Zomerspelen 1920
Worstelen is een van de sporten die beoefend werden tijdens de Olympische Zomerspelen 1920 in Antwerpen.

## Heren

### Grieks-Romeins

#### Vedergewicht (tot 60 kg)
| rang   | sporter           | land |
| ------ | ----------------- | ---- |
| Goud   | Oskari Friman     | FIN  |
| Zilver | Heikki Kähkönen   | FIN  |
| Brons  | Frithiof Svensson | SWE  |
| 4      | Alexandre Boumans | BEL  |

#### Lichtgewicht (tot 67,5 kg)
| rang   | sporter           | land |
| ------ | ----------------- | ---- |
| Goud   | Eemeli Väre       | FIN  |
| Zilver | Taavi Tamminen    | FIN  |
| Brons  | Frithjof Andersen | NOR  |
| 4      | Frits Janssens    | BEL  |

#### Middengewicht (tot 75 kg)
| rang   | sporter          | land |
| ------ | ---------------- | ---- |
| Goud   | Carl Westergren  | SWE  |
| Zilver | Arthur Lindfors  | FIN  |
| Brons  | Matti Perttilä   | FIN  |
| 4      | Bert Eillebrecht | NED  |

#### Halfzwaargewicht (tot 82,5 kg)
| rang   | sporter          | land |
| ------ | ---------------- | ---- |
| Goud   | Claes Johansson  | SWE  |
| Zilver | Edil Rosenqvist  | FIN  |
| Brons  | Johannes Eriksen | DEN  |
| 4      | Jan Sint         | NED  |

#### Zwaargewicht (boven 82,5 kg)
| rang   | sporter         | land |
| ------ | --------------- | ---- |
| Goud   | Adolf Lindfors  | FIN  |
| Zilver | Poul Hansen     | DEN  |
| Brons  | Martti Nieminen | FIN  |
| 4      | Alex Weynand    | USA  |

### Vrije stijl

#### Vedergewicht (tot 60 kg)
| rang   | sporter         | land |
| ------ | --------------- | ---- |
| Goud   | Charles Ackerly | USA  |
| Zilver | Samuel Gerson   | USA  |
| Brons  | Philip Bernard  | GBR  |
| 4      | Randhir Shinde  | IND  |

#### Lichtgewicht (tot 67,5 kg)
| rang   | sporter           | land |
| ------ | ----------------- | ---- |
| Goud   | Kalle Anttila     | FIN  |
| Zilver | Gottfrid Svensson | SWE  |
| Brons  | Peter Wright      | GBR  |
| 4      | Auguste Thijs     | BEL  |

#### Middengewicht (tot 75 kg)
| rang   | sporter         | land |
| ------ | --------------- | ---- |
| Goud   | Eino Leino      | FIN  |
| Zilver | Väinö Penttala  | FIN  |
| Brons  | Charles Johnson | USA  |
| 4      | Angus Frantz    | USA  |

#### Halfzwaargewicht (tot 82,5 kg)
| rang   | sporter         | land |
| ------ | --------------- | ---- |
| Goud   | Anders Larsson  | SWE  |
| Zilver | Charles Courant | SUI  |
| Brons  | Walter Maurer   | USA  |
| 4      | John Redman     | USA  |

#### Zwaargewicht (boven 82,5 kg)
| rang   | sporter          | land |
| ------ | ---------------- | ---- |
| Goud   | Robert Roth      | SUI  |
| Zilver | Nathan Pendleton | USA  |
| Brons  | Frederick Meyer  | USA  |
| Brons  | Ernst Nilsson    | SWE  |

## Medaillespiegel
| rang   | land             | goud | zilver | brons | totaal |
| ------ | ---------------- | ---- | ------ | ----- | ------ |
| 1      | Finland          | 5    | 5      | 2     | 12     |
| 2      | Zweden           | 3    | 1      | 2     | 6      |
| 3      | Verenigde Staten | 1    | 2      | 3     | 6      |
| 4      | Zwitserland      | 1    | 1      | 0     | 2      |
| 5      | Denemarken       | 0    | 1      | 1     | 2      |
| 6      | Groot-Brittannië | 0    | 0      | 2     | 2      |
| 7      | Noorwegen        | 0    | 0      | 1     | 1      |
| totaal | totaal           | 10   | 10     | 11    | 31     |